# Alejandro Dumas
Alexandre Dumas Davy de la Pailleterie, conocido como Alejandro Dumas, padre (departamento de Aisne, 24 de julio de 1802 ‑
departamento del Sena Marítimo, 5 de diciembre de 1870), fue un novelista y dramaturgo francés. Su hijo, del mismo nombre, fue también escritor.
Las obras de Dumas padre se han traducido a casi cien idiomas, y es uno de los autores franceses más leídos. Varias de sus novelas históricas de aventuras se publicaron en formato de series, como El conde de Montecristo, Los tres mosqueteros, Veinte años después, El vizconde de Bragelonne, El tulipán negro y La reina Margot/Margarita, entre otras, muchas de ellas fruto de su colaboración con su negro literario, el historiador Auguste Maquet, entre otros que tampoco aparecían como colaboradores. Sus novelas han sido adaptadas desde principios del siglo XX en casi doscientas películas o series de televisión. Escritor prolífico en diversos géneros, comenzó su carrera escribiendo piezas teatrales y elaboró también artículos en revistas y libros de viaje. Sus trabajos suman casi 100.000 páginas.
Su padre, el general Thomas-Alexandre Dumas, era un mestizo originario de la colonia francesa de Saint-Domingue, actual Haití, hijo del noble francés Alexandre Antoine Davy de la Pailleterie y de la esclava descendiente de subsaharianos Marie-Cessette Dumas. Además de ser hijo del general Thomas Alexandre Davy de la Pailleterie, lo era de Marie-Louise Elisabeth Labouret. Cuando tenía catorce años, Thomas-Alexandre fue llevado por su padre a Francia, donde se formó en una academia militar para después ingresar en el ejército francés, donde fraguó una brillante carrera.
El rango aristocrático de su padre ayudó a Alejandro Dumas a comenzar a trabajar para Luis Felipe I de Francia. Después se dedicó a la escritura, en la que triunfó muy pronto. Décadas después, con el ascenso de Luis Napoleón Bonaparte en 1851, Dumas cayó en desgracia y se marchó a Bélgica, donde vivió varios años. Viajó a Rusia, donde residió años antes de trasladarse a Italia. En 1861 fundó y publicó el periódico L'Indipendente, que apoyaba el esfuerzo de unificación de Italia. En 1864, regresó a París.
A pesar de estar casado, y en consonancia con la tradición de los franceses de clase alta de la época, Dumas tuvo decenas de amantes y al menos cuatro hijos ilegítimos. Uno de ellos, Alejandro Dumas (hijo), llegó a ser también un escritor de gran renombre gracias en parte al apoyo de su padre. El dramaturgo inglés Watts Phillips, que conoció a Dumas al final de su vida, describió al escritor francés como «el ser humano más generoso y con el corazón más grande del mundo. Era la criatura más deliciosa y egotista sobre la faz de la Tierra: su lengua era como un molino de viento, nunca sabías cuando iba a parar, especialmente si el tema era él mismo».

## El hijo del Conde Negro
Su padre, el general Thomas-Alexandre Dumas, conocido como el conde Negro, héroe olvidado de la Revolución francesa, nació en Haití en 1762, hijo de Alexandre Antoine Davy de la Pailleterie, un aristócrata del Hexágono que se fue en busca de fortuna al Caribe y terminó arruinado. Durante esos oscuros años treinta vivió en unión libre con la esclava negra Marie-Césette Dumas. Como Alexandre Antoine era dado por muerto debido a su prolongada ausencia, tuvo que regresar para recuperar su fortuna después de vender a Thomas-Alexandre como esclavo para poder obtener el dinero para ir a Francia, pero una vez recupera su herencia, libera a su hijo y se lo lleva a la metrópoli con catorce años. Allí Thomas-Alexandre recibe entrenamiento en la academia de esgrima de Versalles, convirtiéndose rápidamente en uno de los mejores espadachines del país. Entra en el ejército como soldado raso y, durante la revolución, aprovecha las vacantes de oficiales dejadas por los nobles ejecutados o exiliados y consigue en un año convertirse en el primer general mestizo de un ejército occidental. Su desempeño como estratega fue tan notable que se erigió una estatua en su honor en París, destruida en 1940 por los nazis durante su ocupación de Francia; pero el nombre del general está grabado entre los de otros héroes nacionales franceses en la columna 23 del Arco de Triunfo. El general muere de cáncer a los cuarenta y tres años, cuando Alexandre Dumas tenía cuatro años.
Una investigación reciente del escritor y periodista neoyorquino Tom Reiss sobre la vida de Alejandro Dumas, compilada en su libro El Conde Negro, revela que las experiencias vividas por el padre de Dumas, el general Thomas Alexandre Dumas, fueron las que inspiraron buena parte de El conde de Montecristo y de Los tres mosqueteros.

### Infancia y juventud
Dada la pensión de que disponía su madre, Dumas recibió una escasa educación escolar. Con unos estudios deficientes empezó a trabajar como mensajero, vendedor de tabaco y como pasante de un notario. Dumas tenía un carácter indómito y soñador, dedicaba su tiempo a la caza y al cortejo de las muchachas de su edad.

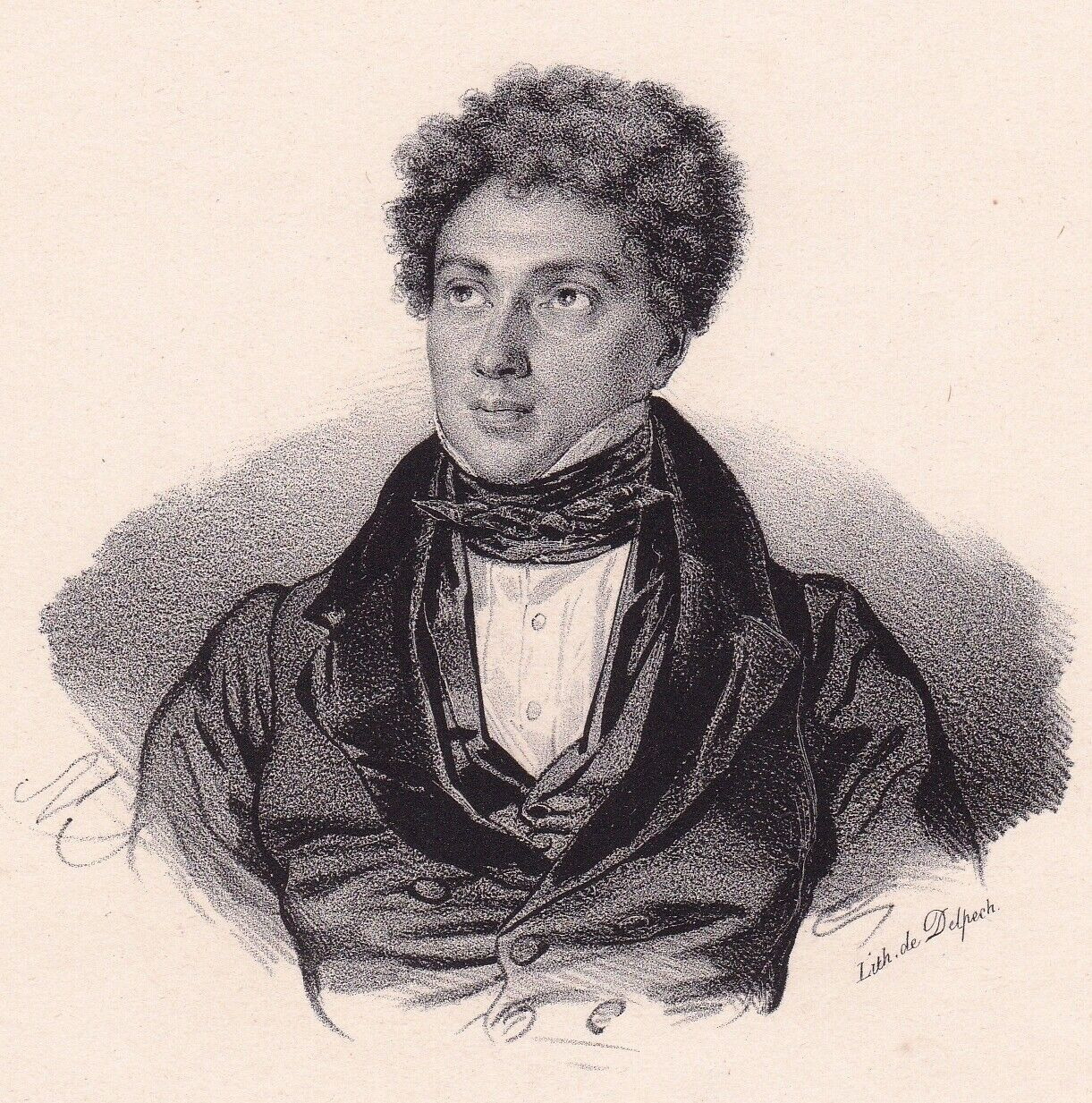
Alejandro Dumas en su juventud

En 1822 realizó su primer viaje a París, financiado con el producto de la caza. Quedó fascinado por la ciudad y el teatro. Por ello, unos meses después decidió volver con algunas cartas de recomendación para los antiguos amigos de su padre, afectos casi todos ellos a los Borbones.
En 1823 se instala en París y entra al servicio del duque de Orleans como escribiente, gracias a su perfecta caligrafía y a la recomendación del general Foy. Continúa escribiendo y completando su formación de manera autodidacta. En 1825 se estrena su primer vaudeville, La caza y el amor y en 1826 publica su primera novela en prosa, Blanca de Beaulieu.

### Primeras obras
Con la representación, por la Comédie française en 1830, de Enrique III y su corte, consigue gran notoriedad y, en 1831, con Antony alcanza su primer éxito. Éxito que continuará a lo largo de su carrera literaria con el género de su predilección: el drama romántico y la novela histórica. Se dice que fue el introductor del Romanticismo en el teatro francés, mostrando personajes orgullosos y rebeldes.
Repartía el tiempo entre el trabajo, el estudio y el amor, que en 1824 lo sorprendió con un hijo, Alejandro Dumas hijo, fruto de su romance con la costurera Marie-Catherine Lebay. El 5 de marzo de 1831 vino al mundo Marie-Alexandrine, fruto de su relación con la actriz Belle Krebsamer, quien lo obligó a reconocer a la recién nacida, así como a su primogénito.
En 1832 Dumas realizó su primer viaje al extranjero (Suiza). Siguieron Italia (1835), Bélgica y Alemania (1838). Así inició su producción de diarios de viajes. También en 1838 sufrió la pérdida de su madre, a quien siempre dedicó sus mayores cuidados. En 1840 se casa con la actriz Ida Ferrer y, aunque no duró mucho el matrimonio, continuó ligado a ella debido a asuntos legales y económicos.

### En la cúspide
Es un autor prolífico (tragedias, dramas, melodramas, aventuras...) aunque, para atender a la creciente demanda del público, tuvo que recurrir a la ayuda, notoria, de "colaboradores" entre los que destacó Auguste Maquet (1839-1851) que intervino en varias de sus novelas, entre ellas algunas tan notables como Los tres mosqueteros y El Conde de Montecristo (1844). La discusión en torno a este tema ha concluido gracias la aparición de las papeletas en las que de manera autógrafa consta que fue él quien encontró las Memorias de D´Artagnan, obra de Gatien Courtilz de Sandras (editadas en español por Emecé en 1961), fundamento de su famosa novela. Fue Auguste Maquet quien investigó el trasfondo histórico y Alejandro Dumas quien le dio forma a la novela. Maquet publicaría poco después su propia versión, pero tanto ésta como la de Gatien son verdaderos esperpentos literarios, mientras la de Alejandro Dumas es muy ágil y divertida[cita requerida]. Sus novelas históricas, llenas de vivacidad, gozaron del beneplácito del público, propiciadas por su publicación en baratas entregas en los periódicos.

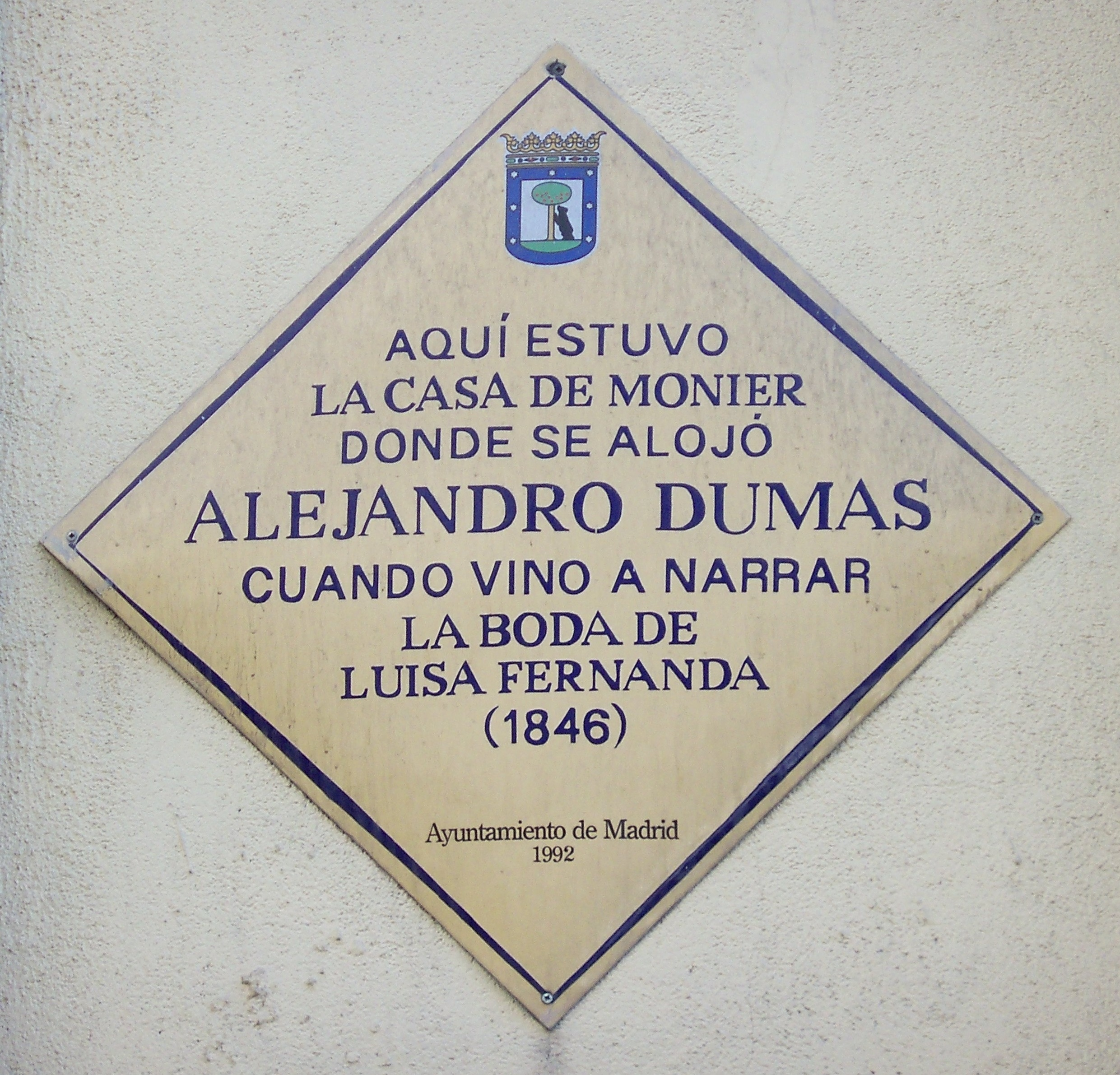
Placa conmemorativa dedicada a Dumas en Madrid en 1846 (carrera de San Jerónimo, 10)

En 1846, cuando se encontraba en la cúspide de su carrera y su fama desbordaba las fronteras de su país natal, el ministro de Instrucción Pública de Francia,  Narcisse-Achille de Salvandy, invitó a Dumas a viajar a Argelia, a donde fue junto a su hijo y a un grupo de amigos. Recorrieron España, donde Salvandy situaría algunas de sus novelas y donde sería embajador, y luego tomaron el barco La Veloce en el puerto de Cádiz, que los condujo a Argelia y Túnez. Las vivencias durante esos dos viajes se recogen en sus libros De París a Cádiz y La Veloce.
Amasó una considerable fortuna que dilapidó con prodigalidad en fiestas y cenas. Se hizo construir un castillo en Le Port-Marly denominado Monte-Cristo. Para ello llevó decoradores de Argelia y compró los muebles clásicos más caros. Mantenía a sus hijos, a las madres de ellos y a varias amantes, muchas de ellas actrices. Vivía con gran lujo y derroche; y aunque llegó a ganar sumas enormes de dinero, siempre estaba endeudado.

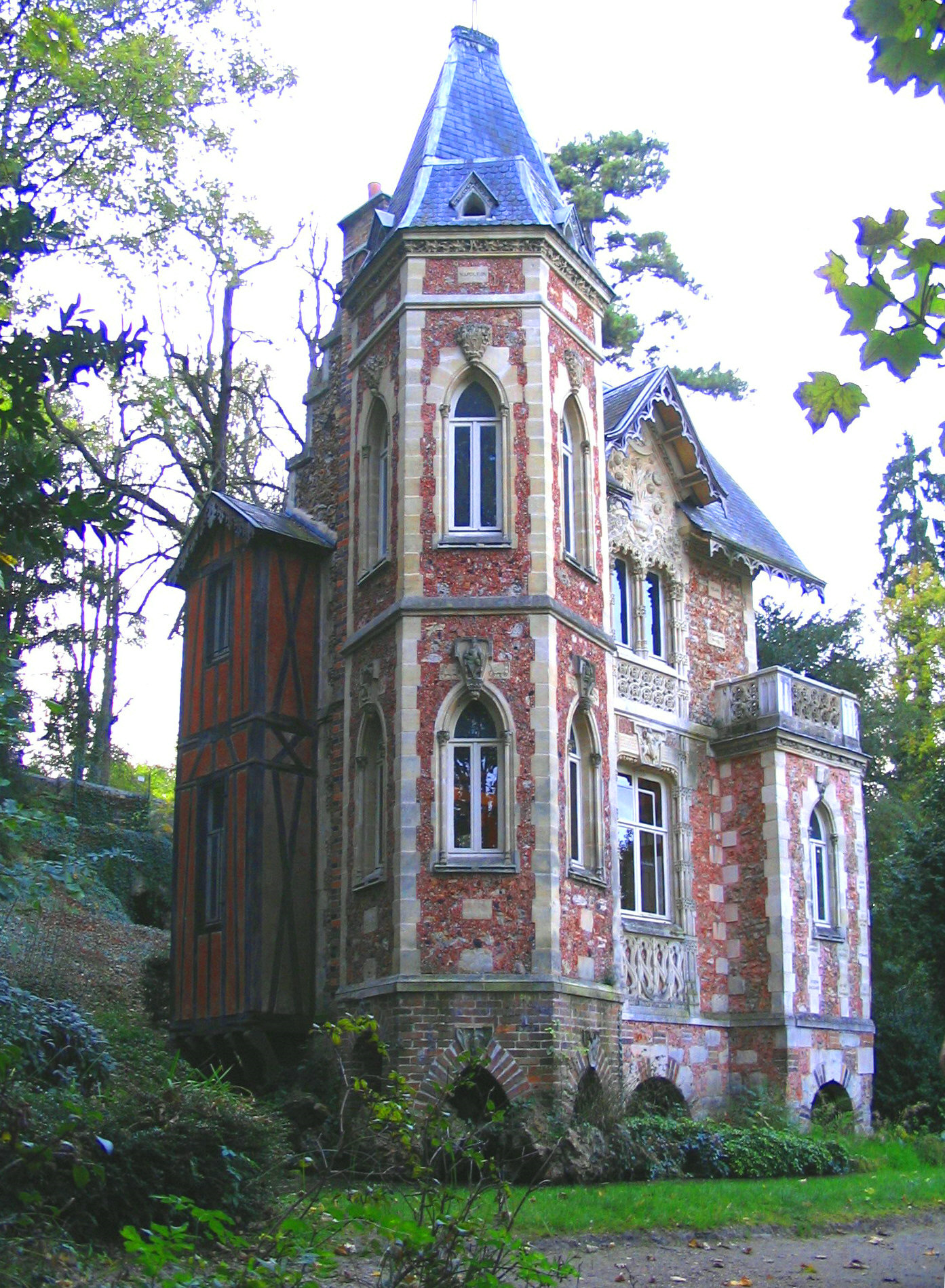
Castillo de Monte-Cristo

### Declive económico
Tomó parte activa en la Revolución de 1848, con lo que se vio involucrado en problemas políticos. En ese mismo año rompió su relación con Maquet, el cual le denunció por haberse aprovechado de él. El juicio dictó que tenía que pagarle 145.200 francos en diez años. Asediado por los acreedores, huyó a Bruselas en 1850, en donde terminó de escribir sus Memorias.
Regresó a París en 1853 y se embarcó en diversas empresas, cada cual más ruinosa. En 1847 había fundado el Théâtre Historique que, cuatro años más tarde, fue a la bancarrota. Fue también fundador del semanario Le Monte-Cristo (1857-1860) que también quebró.

### Sus "Libros de viaje" y "Reportes de Guerra"
En 1858 fue invitado por una acaudalada familia rusa a un viaje de placer, que lo llevó a San Petersburgo, Moscú, Astracán, Bakú, Georgia y las costas del mar Negro. Ese viaje de nueve meses fue de gran provecho para su trabajo literario. A su regreso publicó varios libros sobre ese tema, así como traducciones de importantes autores rusos de esa época.
En 1859 viajó a Italia. Ahí conoció al general Giuseppe Garibaldi, a quien se une en Sicilia y ayuda con la compra de armas en Marsella, que él mismo transportaría en su buque Emma. Luego se dirigió a Tierra Santa. Camino hacia allá recibe la noticia de que Garibaldi ha desembarcado en Nápoles, por lo que se traslada a Palermo, desde donde comienza a transmitir a La Presse sus escritos sobre la situación de la guerra. (Los Garibaldinos).
Después de la victoria, Garibaldi nombra a Dumas Jefe de Excavaciones y Museos de Nápoles, donde vivió hasta 1864. De ese período es su libro La San Felice y también por esos días nació su otra hija Micaela, de su relación sentimental con Emilia Cordier. Además, en 1863 se produjo un hecho insólito: El 22 de junio los Dumas, padre e hijo, sufren ambos la condena de todas sus novelas románticas por parte de la Santa Sede y la consiguiente inclusión en el Índice de Libros Prohibidos.

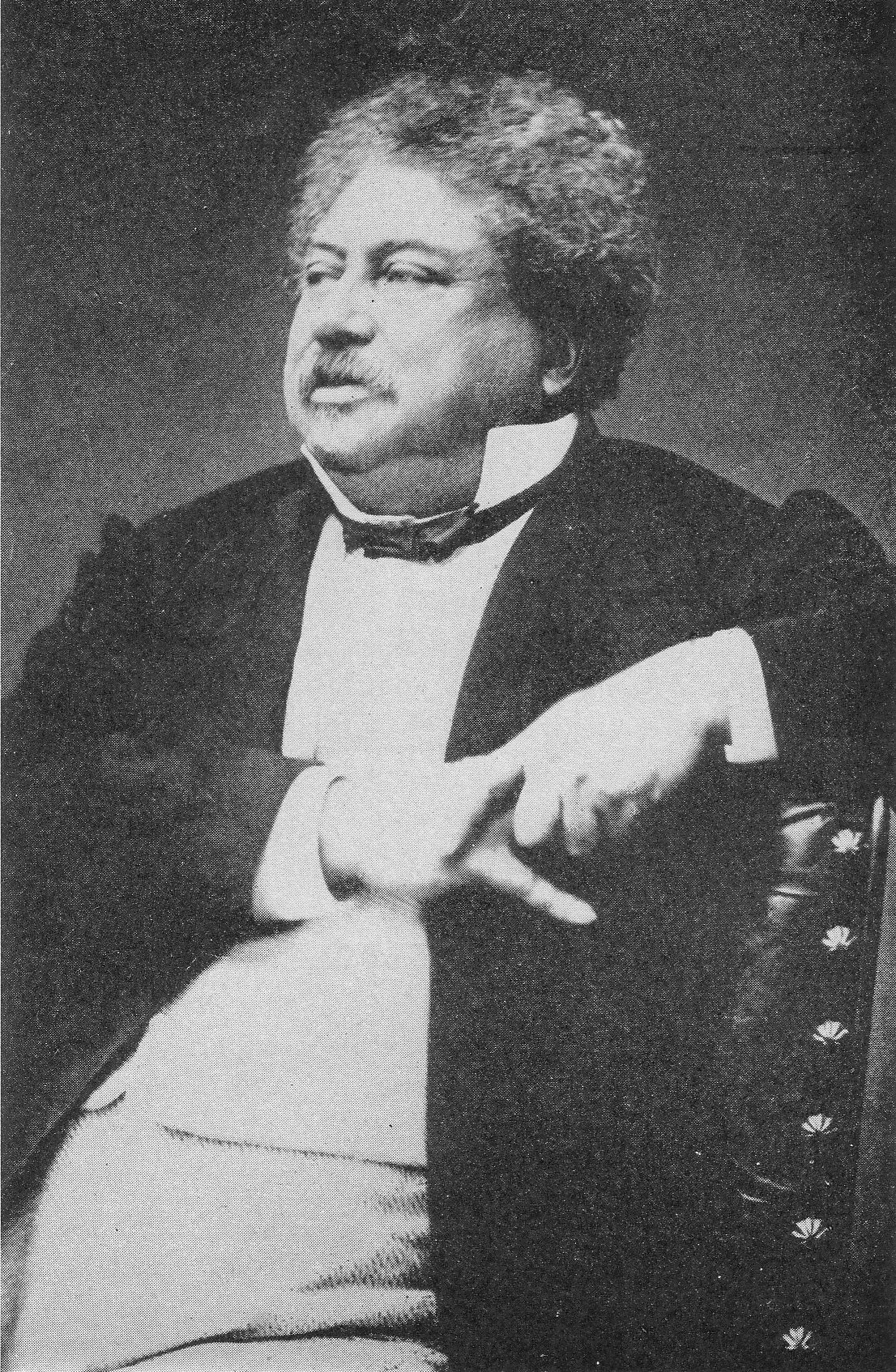
Alejandro Dumas, anciano.

### Vejez y muerte
A pesar de la vejez y la enfermedad, los relatos de Dumas continuaban llenando los diarios de París. Así que hasta sus últimos días sus seguidores pudieron disfrutar de El caballero Hector de Sainte-Hermine, su última novela publicada por entregas en Le Moniteur Universal. También desde 1869 trabajó en la recopilación de recetas de cocina de varios países que había visitado, para publicarlas en un gran volumen. Ese libro se terminó póstumamente (1873), bajo el título de Gran diccionario de cocina.
En 1870 Dumas se refugia en la casa de campo de su hijo en Puys, imposibilitado de regresar a la capital, asediada por la guerra con Prusia y su estado de salud. Muere de un ataque al corazón el 5 de diciembre, el mismo día en que los prusianos entraban en el pueblo.
Publicó aproximadamente 300 obras y numerosos artículos, convirtiéndose en uno de los autores más prolíficos y populares de Francia. Sus novelas van desde la aventura a la fantasía, pasando por la historia.

## Obras atribuidas a Dumas
En muchas ocasiones, con fines de ventas, se han atribuido a Dumas algunas obras que nunca fueron escritas por él. El caso más notorio es La mano del muerto, continuación de El conde de Montecristo. Esta obra no fue escrita por Dumas, sino por el escritor portugués Alfredo Hogan.
La lista de obras atribuidas a Dumas es larga,  se pueden mencionar La novela de Violeta, El hijo de Portos, Confesiones de la marquesa, Los caballeros templarios, entre otras. Algunas publicadas bajo su nombre, son solo traducciones, como Ivanhoe de Walter Scott. Otra, de fama imperecedera, es El hombre de la máscara de hierro, escrita por Emile Ladoucette, cuya versión Dumas se encuentra, a manera de ensayo, en su libro Crímenes célebres.

## Reconocimiento póstumo

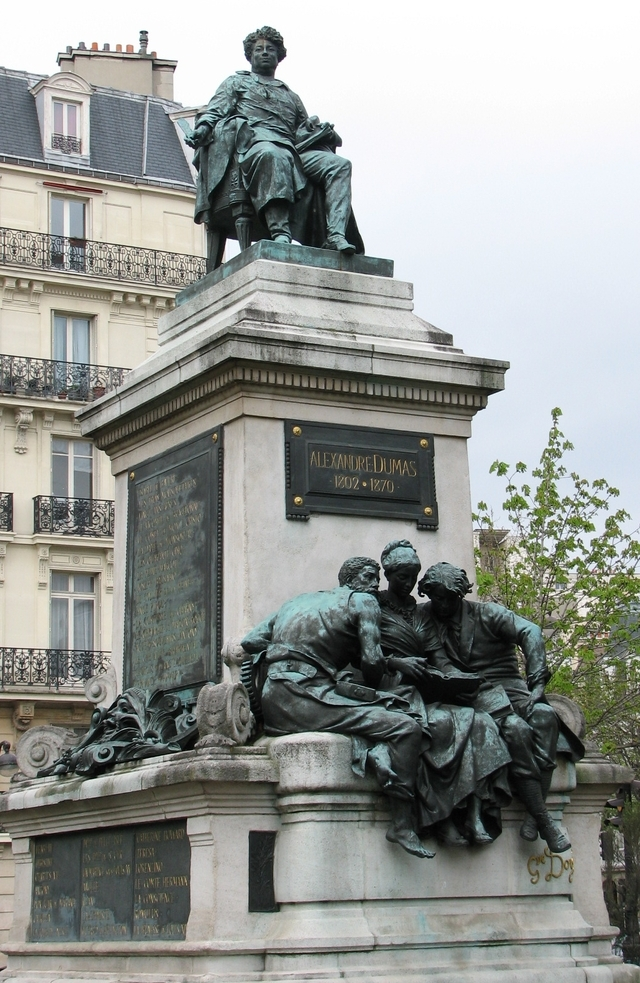
Monumento a Dumas en París

Sus restos estuvieron sepultados en el cementerio de su pueblo natal Villers-Cotterêts hasta el 30 de noviembre de 2002, cuando el presidente francés Jacques Chirac ordenó fuera sepultado en el Panteón de París.
Su cuerpo fue exhumado y en una ceremonia televisada fue depositado en el mausoleo, junto a otros ilustres escritores de Francia. El presidente francés reconoció que este hecho no se había llevado a cabo antes por el racismo que prevalecía en la sociedad y reconocía que Francia ha tenido muchos escritores ilustres, pero ninguno tan leído como Dumas, ya que sus libros se han traducido a más de cien idiomas.
En su alocución, el presidente Chirac dijo:

... Con Ud, nosotros fuimos D'Artagnan, Monte Cristo o Bálsamo; recorrimos las calles de Francia, participamos en batallas, visitamos palacios y castillos; con Ud, nosotros soñamos...

Dumas también tiene un monumento en la Plaza de Malesherbes de París, que fue inaugurado en 1883. Esta estatua fue diseñada por Gustave Doré, y junto a la imagen en bronce del escritor, aparece su personaje más destacado, el famoso mosquetero D'Artagnan.
Hay también un museo en su nombre (y de su hijo) en Villers-Cotterêts.

## Obras

### Novelas cortas y cuentos
- Cherubino y Celestina (1836)
- El cochero del cabriolé (1836)
- Un baile de máscaras (1836)
- Bernardo (1836)
- Don Martin de Freytas (1836)
- El cura Chambord (1836)
- Pascual Bruno (1838)
- Pedro el cruel (1839)
- Monseñor Gaston Febus (1839)
- El pájaro evasivo (1841)- Comparte la autoría con Joseph Méry.
- Praxede (1841)
- Un alma por nacer (1844)
- Erminia (1845)
- El cura de Boulogne (1851)
- Las estrellas viajantes del comercio (1854)
- Mariana (1859)
- Un viaje a la luna (1860)
- Deseo y posesión (1861)

### Cuentos y novelas infantiles
- El capitán Pánfilo (1839)
- Aventuras de Lyderic (1842)
- Historia de un Cascanueces (1844)
- Las gachas de la condesa Berta (1845)
- La Juventud de Pierrot (1854)
- El rey de los topos y su hija (1858)
- Los dos hermanos (1858)
- Las manos gigantescas (1858)
- San Juan Nepomuceno y el zapatero (1858)
- El silbato encantado (1859)
- El hombre sin lágrimas (1859)
- El rey de los bolos (1860)
- La vanidosa (1861)

### Novelas
- Paulina (1838)
- Actea (1839)
- Aventura de John Davys (1840)
- El maestro de armas (1840)
- Ascanio (1843)
- Georges (1843)
- El castillo de Eppstein (1843)
- Sylvandira (1843)
- Amaury (1843)
- Cecilia de Marsilly (1844)
- Los hermanos corsos (1844)
- Gabriel Lambert (1844)

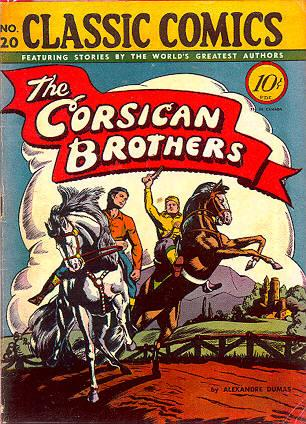
Portada de Los hermanos corsos

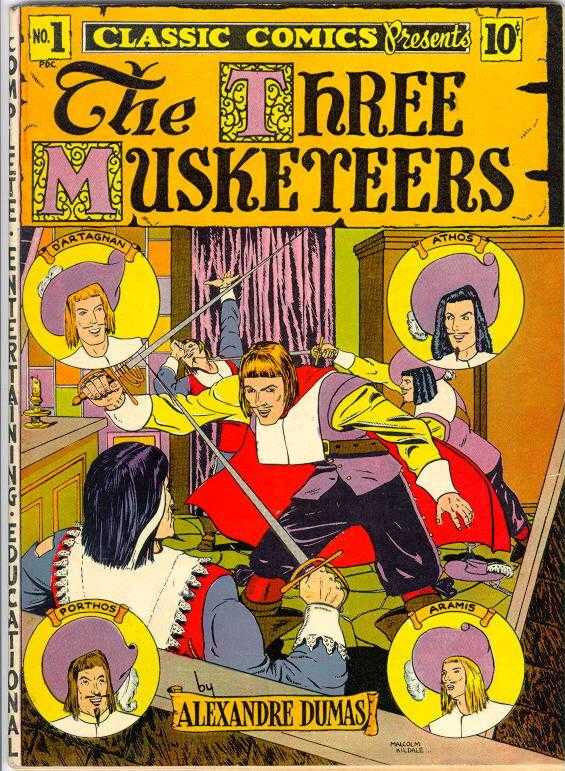
Portada de Los tres mosqueteros

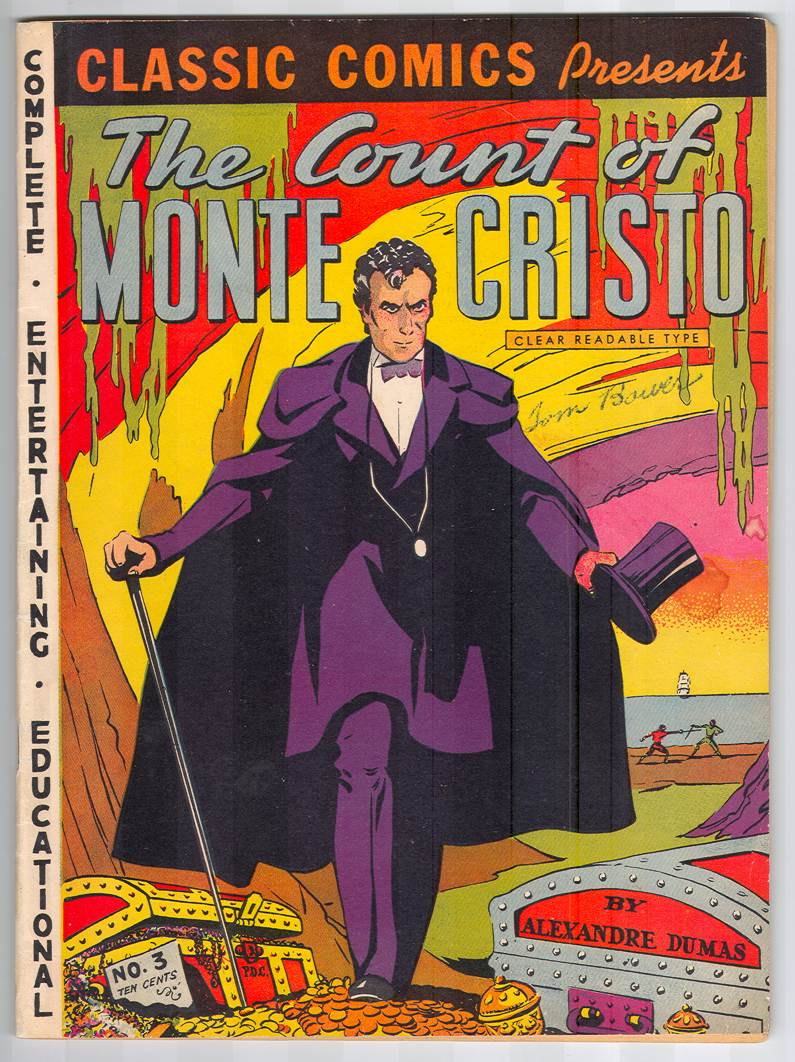
Portada de El conde de Montecristo

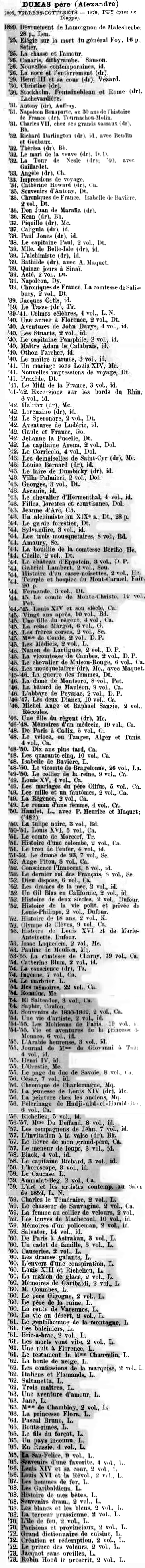
Lista de obras según la bibliografía de Hugo P. Thieme (1907).

- Los tres mosqueteros, trilogía D'Artagnan 1, (1844)
- El conde de Montecristo (1845)
- Veinte años después, trilogía D'Artagnan 2, (1845)
- La reina Margot, serie Guerras de religión 1, (1845). Se ha traducido con el título La reina Margarita, Margarita de Borgoña, y Margarita de Valois.
- La guerra de las mujeres (1845)
- La dama de Monsoreau, serie Guerras de religión 2, (1846) (Secuela de la Reina Margot).
- El bastardo Agenor de Mauleon (1846)
- Los cuarenta y cinco, serie Guerras de religión 3, (1847) (Secuela de la dama de Monsoreau).
- Las dos Dianas (1847)
- El vizconde de Bragelonne, trilogía D'Artagnan 3, (1848)
- El tulipán negro (1850)
- La boca del infierno (1850)
- Dios dispone (1851)
- La paloma (1851)
- Olimpia de Cleves (1852)
- El salteador (1854)
- El capitán Richard (1854)
- Los mohicanos de París (1854-59)
- El paje del duque de Saboya (1855)
- El horóscopo (1858)
- Las lobas de Manchecoul (1859)
- El tío la ruina (1860)
- Un lance de amor (1860)
- El hijo del presidiario (1860)
- Una noche en Florencia (1861)
- El conde de Moret (1865)
- El caso de la viuda Lafarge (1866)
- Creación y redención (1870)[6]

#### Novelas de impresiones de viajes
- Impresiones de viaje: En Suiza (1833)
- Quince días en el Sinaí (1839)
- Impresiones de viaje: Sur de Francia (1841)
- A la orilla del Rhin (1841)
- Un año en Florencia (1841)
- El capitán Arena (1842)
- El Speronare (1842)
- El Corricolo (1843)
- La villa Palmieri (1843)
- De París a Cádiz (1847)
- La Veloce (1848)
- Un Gil Blas en California (1852)
- Impresiones de viaje: El Cáucaso (1859)
- Impresiones de viaje: En Rusia (1860)
- El camino de Varennes (1860)

#### Novelas de horror
Llamó Los mil y un fantasmas a un grupo de historias que incluye:
- Fontenay de las rosas (1849)
- La mujer del collar de terciopelo (1851)
- El testamento de M. de Chauvelin (1850)
- La liebre de mi abuelo (1855)
- Una comida en casa de Rossini (1849)
- Los matrimonios del tío Olifo (1849)
- Historia de un muerto contada por él mismo (1844)
- La dama pálida (1849).

Aparte, otras obras de horror:
- Crímenes Célebres (1839-41). No se trata de novelas.
- Historia maravillosa de don Bernardo de Zúñiga (1849)
- Capitán de lobos (1857). tal vez la primera novela sobre hombres lobo.
- Black (1858)
- La isla de fuego (1860)

#### Novela histórica
- Blanca de Beaulieu (1826)
- Galia y Francia (1833)
- Isabel de Baviera (1835)
- La condesa de Salisbury (1839)
- El caballero de Harmental (1843) También se ha traducido como "Los Conspiradores".
- Una hija del regente (1844) (Secuela del Caballero de Harmental)
- José Bálsamo, Memorias de un médico, serie Revolución Francesa 1, (1846)
- El collar de la reina, serie Revolución Francesa 2, (1849)
- La regencia (1849)
- Los dramas del mar (1851)
- Ángel Pitou, serie Revolución Francesa 3, (1853)
- La condesa de Charny, serie Revolución Francesa 4, (1853)
- El caballero de la casa roja, serie Revolución Francesa 5, (1853)
- El terror prusiano (1867)
- El hombre de la máscara de hierro (1867). Esta novela es parte de la trilogía de los Tres Mosqueteros. En el original Francés era el último tomo de la Tercera Novela, el El vizconde de Bragelonne, pero en sus versiones inglesa y española, muchas publicaciones la separaron como una novela aparte.
- La trilogía de Sainte-Hermine:
- Los compañeros de Jéhu (1857)
- Los blancos y los azules (1867)
- El caballero Hector de Sainte-Hermine (1869). Esta obra ha sido exhumada de los fondos de la Biblioteca Nacional de Francia y publicada por primera vez en 2005, gracias a la recopilación de Claude Schopp.

##### Novelas sobre Italia
- Memorias de Garibaldi (1860)
- Los garibaldinos (1861)
- Los Borbones de Nápoles (1862)
- La San Felice (1863-65) (3 volúmenes "La San Felice", "Emma Lyonna" y "El destino de la San Felice")

##### Novelas sobre episodios contemporáneos
- Montevideo o una nueva Troya (1850)

##### Novelas biográficas
- Napoleón (1840)
- Los Estuardos (1840)
- Juana de Arco (1842)
- Luis XIV y su siglo (1844)
- Los Médicis (1845)
- Luis XV y su corte (1849)
- Memorias de Talma (1850)
- Luis XVI y la Revolución (1850)
- El último rey de los Franceses (1852)
- Aventuras de un comediante (1854)
- Julio César (1855)
- Carlos el temerario (1857)
- Memorias de una favorita (1865)

###### Novelas autobiográficas
- Mis memorias (1852-55)
- Historias de mis animales (1868)
- Bric-A-Brac (1861)
- Charlas o Causeries (1860)
- Historia de un lagarto (1867)

### Teatro
- Enrique III y su corte (1829)
- Cristina (1830)
- Antony (teatro) (1831)
- La torre de Nesle (1832)
- Catalina Howard (1834)
- Kean o Desorden y genio (1836)
- Don Juan de Maraña (1836)
- Piquillo (1837)
- Calígula (1837)
- Mademoiselle de Belle-Isle (1839)
- El conde de Hermann (1849)

## Órdenes

### Monarquía de Julio
- Caballero de la Orden Real de la Legión de Honor.[7]

#### Extranjeras
- Caballero de primera clase de la Decoración del Mérito bajo el título de San Luis,[8] (Ducado de Lucca)
- Comendador de la Orden Española y Americana de Isabel la Católica.[9] (Reino de España)